# Lesley Nicol
Lesley Nicol (Manchester, 1953) is een Engelse actrice.
Nicol volgde een toneelopleiding aan de Guildhall School of Music and Drama. In haar carrière had ze nadien een mengeling van theaterproducties, televisieopnames en filmrollen.
In 1988 vertolkte ze de rol van mevrouw Bever in de BBC adaptie van Het betoverde land achter de kleerkast van C.S. Lewis. Ze had ook een rol in de televisiebewerking van De zilveren stoel uit 1990.
Haar filmdebuut volgde pas in 1999 in East Is East waar ze haar rol van Auntie Annie uit de theaterproductie van het verhaal hernam.
Op haar palmares staan ook meerdere musicalrollen waaronder Mamma Mia! uit 2000, Our House uit 2002 en H.M.S. Pinafore uit 2005.
Sinds 2010 speelt ze Beryl Patmore, de kok in Downton Abbey. Zij kreeg als onderdeel van de gehele cast hiervoor in 2012 de Screen Actors Guild Award voor  uitstekende prestatie door een ensemble in een dramaserie. Ze speelde ook in de erop volgende films Downton Abbey (2019) en Downton Abbey: A New Era (2022). 
Doorheen de jaren had ze gastrollen in televisieseries als onder meer Blackadder II, Brookside, The Bill, Casualty, Heartbeat, A Touch of Frost, The Last Detective, Rose and Maloney, Hotel Babylon, Shameless en Once Upon a Time.
- Biblioteca Nacional de España: XX5653811
- Bibliothèque nationale de France: cb18018818p (data)
- International Standard Name Identifier: 0000 0005 0719 7616
- Library of Congress Control Number: no2012049406
- Système universitaire de documentation: 256093024
- Virtual International Authority File: 242788701
- WorldCat: E39PBJj4v3pGCg4C4QWXkhjQv3